# Augustus Saint-Gaudens

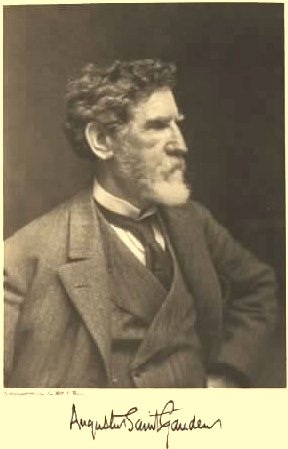
Augustus Saint Gaudens, 1905

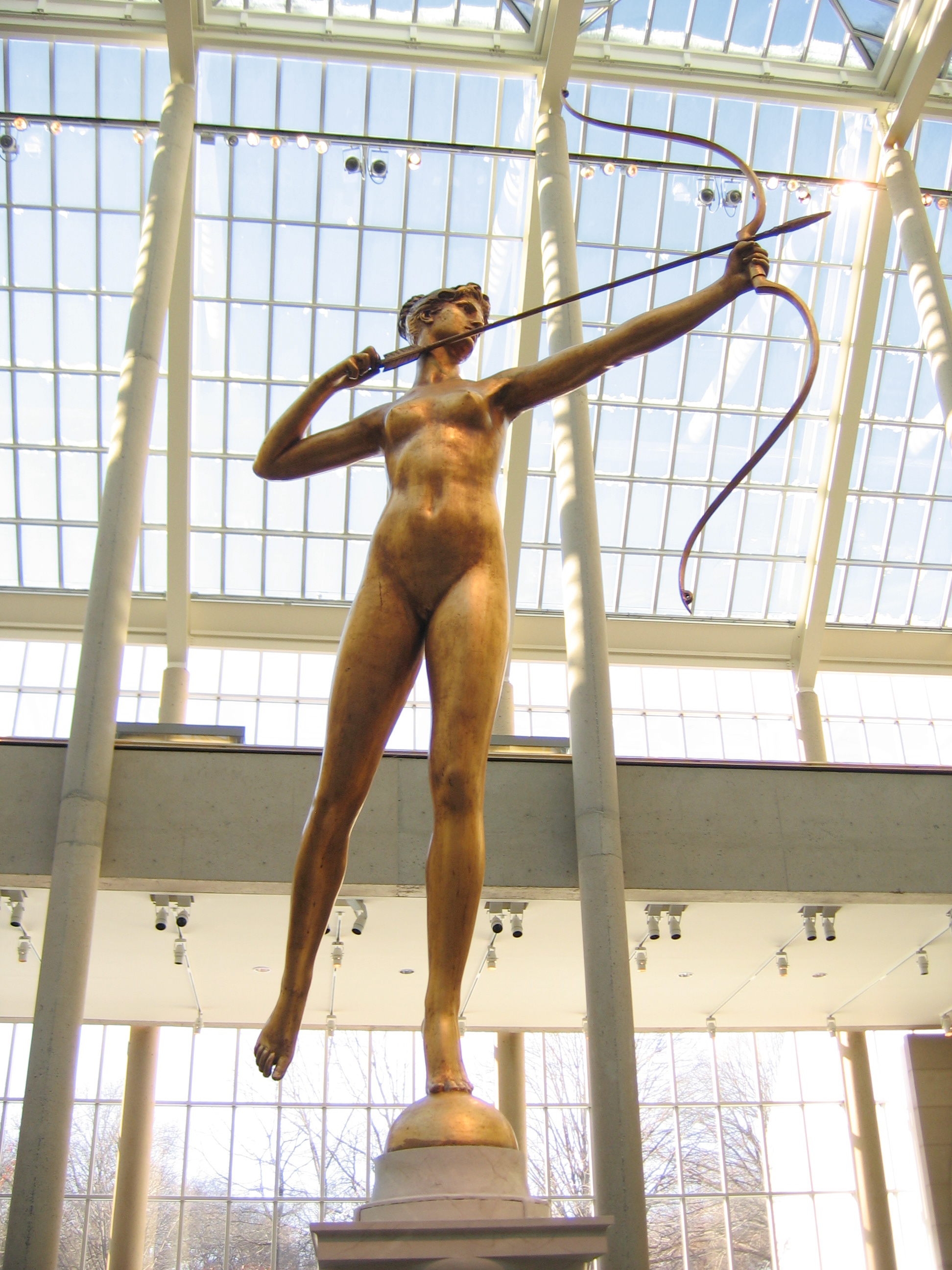
Diana (ca. 1892). Metropolitan Museum of Art, New York

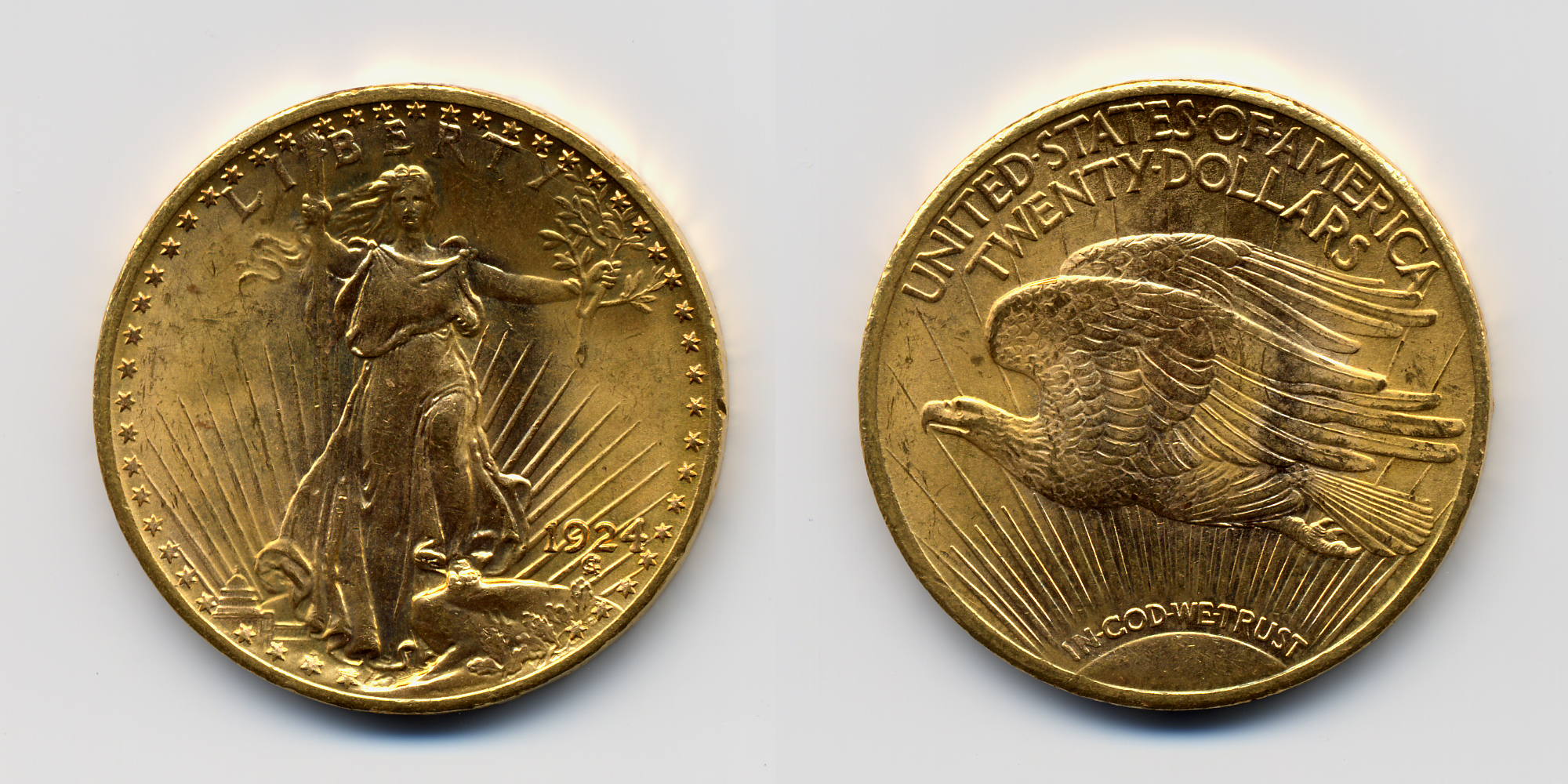
Gouden Double eagle, $20 (ontwerp 1907)

Augustus Saint-Gaudens (Dublin, 1 maart 1848 - Cornish (New Hampshire), 3 augustus 1907) was een Amerikaanse beeldhouwer en medailleur.

## Leven en werk
Saint-Gaudens werd geboren in Ierland uit een Franse vader en een Ierse moeder. Het gezin emigreerde naar New York toen hij zes maanden was. Hij werkte vanaf 1861 als cameesnijder en volgde lessen aan de Cooper Union en de National Academy of Design in zijn woonplaats. Hij trok als negentienjarige naar Parijs, waar hij leerling was van François Jouffroy aan de École des Beaux Arts. In 1870 vervolgde hij zijn studie in kunst en architectuur in Rome.

## Werken
Zijn eerste grote werk was een monument voor David Farragut, admiraal tijdens de Amerikaanse Burgeroorlog, op Madison Square in 1876. Hij maakte daarna onder andere het monument voor Abraham Lincoln in Lincoln Park (Chicago) (1887) en de Robert Gould Shaw Memorial in Boston (1879). Op verzoek van Theodore Roosevelt ontwierp hij een aantal munten voor de Amerikaanse munt, waaronder een gouden $20-munt. In 2009 zal dit ontwerp opnieuw worden gebruikt. In 1900 ontving hij in Parijs de Grand Prix voor zijn ontwerp van een standbeeld van William Tecumseh Sherman. Hij was een vertegenwoordiger van de beaux-arts-stroming en de Amerikaanse Renaissance.
Naast zijn werk als kunstenaar gaf Saint-Gaudens les aan de Art Students League of New York. Hij was lid van de Society of American Artists en trad geregeld op als adviseur. Nadat in 1900 bij hem kanker was geconstateerd, trok hij zich terug op zijn zomerverblijf in Cornish. In 1904 werd hij gekozen tot een van de eerste leden van The American Academy of Arts and Letters.
Rond zijn huis ontstond een groep van kunstenaars, die bekend werd als de 'Cornish Colony'. Na zijn dood viel de groep langzaam uiteen.
In 1940 werd Saint-Gaudens afgebeeld op een van de Amerikaanse postzegels in de serie 'beroemde Amerikanen'.